# Amaniet
Amanieten (Amanita) vormen een geslacht van schimmels behorend tot de familie Amanitaceae. Het geslacht telt 707 soorten (peildatum oktober 2020)
De amanieten hebben onderaan de steel een knol omgeven door een schede of beurs, en net onder de hoed een manchet of annulus. Op de hoed zijn meestal schubben terug te vinden, restanten van het omhulsel of velum universale dat de jonge paddenstoel omgeeft.
De plaatjes zitten los van de steel en zijn steeds wit.
Nogal wat amanieten zijn giftig, onder meer door de aanwezigheid van alfa-amanitine. Enkele zijn dodelijk giftig voor de mens. Enkele soorten gelden na bewerking als een delicatesse.

## Soorten
De volgende artikelen zijn aangemaakt op de Nederlandse Wikipedia:
- Brokkelzakamaniet (Amanita submembranacea)
- Gele knolamaniet (Amanita citrina)
- Gezoneerde slanke amaniet (Amanita battarrae / Amanita fulvoides / Amanita umbrinolutea)
- Grauwe amaniet (Amanita excelsa)
- Grijze slanke amaniet (Amanita vaginata)
- Groene knolamaniet (Amanita phalloides)
- Kleverige knolamaniet (Amanita virosa)
- Narcisamaniet	(Amanita gemmata)
- Panteramaniet (Amanita pantherina)
- Parelamaniet (Amanita rubescens)
- Porfieramaniet	(Amanita porphyria)
- Roodbruine slanke amaniet (Amanita fulva)
- Vliegenzwam (Amanita muscaria)
- Vroege knolamaniet (Amanita verna)

Overige soorten met Nederlandse benamingen:
- Bleke amaniet	(Amanita lividopallescens)
- Elzeamaniet (Amanita friabilis)
- Franjeamaniet (Amanita strobiliformis')
- Geelwrattige amaniet (Amanita franchetii)
- Keizeramaniet (Amanita caesarea)
- Prachtamaniet	(Amanita ceciliae)
- Roze amaniet	(Amanita eliae)
- Saffraanamaniet (Amanita crocea)
- Schubsteelamaniet (Amanita vittadinii)
- Stekelkopamaniet (Amanita solitaria)